# Liste des genres de l'Édiacarien
Liste des genres de la période géologique de l'Édiacarien, datée environ entre 635 et 541 Ma (millions d'années).

## Statuts des genres
- Valide
- Synonyme (Synonyme junior)
- Incertain
- Non valide

| Noms                 | Auteurs                                            | Année | Taxonomie                      | Statuts    | Notes                                                                              | Pays        |
| -------------------- | -------------------------------------------------- | ----- | ------------------------------ | ---------- | ---------------------------------------------------------------------------------- | ----------- |
| Affinovendia         | Sokolov                                            | 1984  |                                | valide     |                                                                                    | Russie      |
| Albumares            | Fedonkin                                           | 1976  | Trilobozoa                     | valide     |                                                                                    | Russie      |
| Anabulia             | Vodanjuk                                           | 1989  |                                | incertain  | fossile en forme de disque sans caractères déterminants                            | Russie      |
| Andiva               | Fedonkin                                           | 2002  | Cephalozoa                     | valide     |                                                                                    | Russie      |
| Anfesta              | Fedonkin                                           | 1984  | Trilobozoa                     | valide     |                                                                                    | Russie      |
| Annulatubus          | Calla A. Carbone et al.                            | 2015  |                                | valide     |                                                                                    | Canada      |
| Annulusichnus        | Zhang                                              | 1986  |                                | synonyme   | synonyme junior de Gaojiashania, fossile tubulaire                                 | Chine       |
| Arborea              | Glaessner et Wade                                  | 1966  |                                | synonyme   | synonyme junior de Charniodiscus                                                   | Australie   |
| Archaeaspinus        | Ivantsov                                           | 2007  | Cephalozoa                     | valide     |                                                                                    | Russie      |
| Archaeichnum         | Glaessner                                          | 1963  |                                | valide     | fossile tubulaire conique                                                          | Namibie     |
| Arkarua              | Gehling                                            | 1987  |                                | valide     |                                                                                    | Australie   |
| Armillifera          | Fedonkin                                           | 1980  | Proarticulata                  | valide     |                                                                                    | Russie      |
| Arumberia            | Glaessner et Walter                                | 1975  |                                | valide     |                                                                                    | Australie   |
| Askinica             | Bekker                                             | 1996  |                                | incertain  | fossile en forme de disque sans caractères déterminants                            | Russie      |
| Aspidella            | Billings                                           | 1872  |                                | valide     | fossile en forme de disque, biradial                                               | Canada      |
| Atakia               | Palij                                              | 1979  |                                | valide     |                                                                                    | Ukraine     |
| Ausia                | Hahn et Pflug                                      | 1985  | tunicier (?)                   | valide     |                                                                                    | Namibie     |
| Avalofractus         | Narbonne, Laflamme, Greentree et Trusler           | 2009  | Rangeomorpha                   | valide     |                                                                                    | Canada      |
| Aviculaichnus        | Gritsenko                                          | 2009  |                                | synonyme   | synonyme junior de Nenoxites                                                       | Ukraine     |
| Baikalina            | Sokolov                                            | 1972  |                                | synonyme   | synonyme junior d'Ernietta                                                         | Russie      |
| Barmia               | Bekker                                             | 1996  |                                | synonyme   | fossile en forme de disque sans caractères déterminants                            | Russie      |
| Beltanella           | Sprigg                                             | 1947  |                                | incertain  | fossile en forme de disque sans caractères déterminants                            | Australie   |
| Beltanelliformis     | Menner                                             | 1974  |                                | valide     |                                                                                    | Russie      |
| Beltanelloides       | Sokolov                                            | 1972  |                                | synonyme   | nomen nudum, synonyme de Beltanelliformis                                          | Russie      |
| Beothukis            | Brasier et Antcliffe                               | 2009  | Rangeomorpha                   | valide     |                                                                                    | Canada      |
| Bessarabia           | Gureev                                             | 1988  |                                | incertain  | fossile en forme de disque sans caractères déterminants                            | Ukraine     |
| Bilinichnus          | Fedonkin et Palij                                  | 1979  | trace fossile                  | valide     | trace fossile ou pseudo-fossile                                                    | Russie      |
| Blackbrookia         | Boynton et Ford                                    | 1995  |                                | non valide | taxon non valide, restes biologiques mal conservés                                 | Royaume-Uni |
| Bomakellia           | Fedonkin                                           | 1985  | Rangeomorpha (?)               | synonyme   | Synonyme junior possible de Rangea                                                 | Russie      |
| Bonata               | Fedonkin                                           | 1980  |                                | valide     |                                                                                    | Russie      |
| Brachina             | Wade                                               | 1972  |                                | valide     |                                                                                    | Australie   |
| Bradgatia            | Boynton et Ford                                    | 1995  | Rangeomorpha                   | valide     |                                                                                    | Royaume-Uni |
| Bronicella           | Zaika-Novatsky                                     | 1965  |                                | incertain  | fossile en forme de disque sans caractères déterminants                            | Ukraine     |
| Buchholzbrunnichnus  | Germs                                              | 1973  |                                | valide     |                                                                                    | Namibie     |
| Bunyerichnus         | Glaessner                                          | 1969  |                                | non valide | pseudo-fossile                                                                     | Australie   |
| Burykhia             | Fedonkin, Vickers-Rich, Swalla, Trusler et Hall    | 2012  | tunicier (?)                   | valide     |                                                                                    | Russie      |
| Calyptrina           | Sokolov                                            | 1965  | Annelida                       | valide     |                                                                                    | Russie      |
| Catellichnus         | Bekker                                             | 1989  | Palaeopascichnidae             | valide     |                                                                                    | Russie      |
| Catenasphaerophyton  | Yan et al.                                         | 1992  | Palaeopascichnidae             | incertain  |                                                                                    | Chine       |
| Charnia              | Ford                                               | 1958  | Rangeomorpha                   | valide     |                                                                                    | Royaume-Uni |
| Charniodiscus        | Ford                                               | 1958  | Rangeomorpha (?)               | valide     |                                                                                    | Royaume-Uni |
| Chondroplon          | Wade                                               | 1971  |                                | synonyme   | synonyme junior probable de Dickinsonia                                            | Australie   |
| Cloudina             | Germs                                              | 1972  |                                | valide     |                                                                                    | Namibie     |
| Conomedusites        | Glaessner et Wade                                  | 1966  |                                | valide     |                                                                                    | Australie   |
| Conotubus            | Zhang et Lin                                       | 1986  |                                | valide     |                                                                                    | Chine       |
| Coronacollina        | Clites, Droser et Gehling                          | 2012  | Éponge (?)                     | valide     |                                                                                    | Australie   |
| Corumbella           | Hahn, Hahn, Leonardos, Pflug et Walde              | 1982  |                                | valide     |                                                                                    | Brésil      |
| Culmofrons           | Laflamme et al.                                    | 2012  | Rangeomorpha                   | valide     |                                                                                    | Canada      |
| Cyanorus             | Ivantsov                                           | 2004  |                                | valide     |                                                                                    | Russie      |
| Cyclomedusa          | Sprigg                                             | 1947  |                                | incertain  | fossile en forme de disque sans caractères déterminants                            | Australie   |
| Dickinsonia          | Sprigg                                             | 1947  | Dipleurozoa                    | valide     |                                                                                    | Australie   |
| Ediacaria            | Sprigg                                             | 1947  |                                | incertain  | fossile en forme de disque sans caractères déterminants                            | Australie   |
| Elainabella          | Stephen M. Rowland and Margarita G. Rodriguez      | 2014  | Protoctista                    | valide     | algue multicellulaire                                                              | USA         |
| Elasenia             | Fedonkin                                           | 1983  |                                | valide     |                                                                                    | Ukraine     |
| Eoandromeda          | Tang, Yin, Bengtson, Liu, Wang et Gao              | 2008  | Ctenophora                     | valide     |                                                                                    | Chine       |
| Eocyathispongia      | Zongjun Yin et al.                                 | 2015  | Éponge                         | valide     | petite éponge à 3 chambres                                                         | Chine       |
| Eoporpita            | Wade                                               | 1972  |                                | valide     |                                                                                    | Australie   |
| Epibaion             | Ivantsov                                           | 2002  | trace fossile                  | valide     | traces de broutage de Proarticulata                                                | Russie      |
| Ernietta             | Pflug                                              | 1966  | Erniettamorpha                 | valide     |                                                                                    | Namibie     |
| Evmiaksia            | Fedonkin                                           | 1984  |                                | incertain  | fossile en forme de disque sans caractères déterminants                            | Russie      |
| Fedomia              | Serezhnikova et Ivantsov                           | 2007  | Éponge (?)                     | valide     |                                                                                    | Russie      |
| Flavostratum         | Serezhnikova                                       | 2013  |                                | valide     |                                                                                    | Russie      |
| Fractofusus          | Gehling et Narbonne                                | 2007  | Rangeomorpha                   | valide     |                                                                                    | Canada      |
| Frondophyllas        | Bamforth et Narbonne                               | 2009  | Rangeomorpha                   | valide     |                                                                                    | Canada      |
| Funisia              | Droser et Gehling                                  | 2008  |                                | valide     |                                                                                    | Australie   |
| Gaojiashania         | Yang, Zhang et Lin                                 | 1986  |                                | valide     |                                                                                    | Chine       |
| Garania              | Bekker                                             | 1996  |                                | incertain  | fossile en forme de disque sans caractères déterminants                            | Russie      |
| Gehlingia            | McMenamin                                          | 1998  |                                | valide     |                                                                                    | Australie   |
| Glaessnerina         | Germs                                              | 1973  |                                | synonyme   | synonyme junior de Charnia                                                         | Australie   |
| Gureevella           | Menasova                                           | 2006  |                                | incertain  |                                                                                    | Ukraine     |
| Hadrynichorde        | Hofmann, O'Brien, et King                          | 2008  |                                | valide     |                                                                                    | Canada      |
| Hagenetta            | Hahn et Pflug                                      | 1988  |                                | synonyme   | synonyme junior de Beltanelliformis                                                | Namibie     |
| Hallidaya            | Wade                                               | 1969  |                                | valide     |                                                                                    | Australie   |
| Haootia              | Liu et al.                                         | 2014  | Cnidaria                       | valide     |                                                                                    | Canada      |
| Harlaniella          | Sokolov                                            | 1972  | Vendotaenidae                  | valide     |                                                                                    | Ukraine     |
| Hapsidophyllas       | Bamforth et Narbonne                               | 2009  | Rangeomorpha                   | valide     |                                                                                    | Canada      |
| Hiemalora            | Fedonkin                                           | 1982  |                                | valide     |                                                                                    | Russie      |
| Horodyskia           | Yochelson & Fedonkin                               | 2000  |                                | valide     |                                                                                    | Russie      |
| Ichnusa              | Debrenn et Naud                                    | 1981  |                                | valide     |                                                                                    | Espagne     |
| Inaria               | Gehling                                            | 1987  |                                | valide     |                                                                                    | Australie   |
| Inkrylovia           | Fedonkin                                           | 1979  |                                | synonyme   | synonyme junior d'Onegia                                                           | Russie      |
| Intrites             | Fedonkin                                           | 1980  | Palaeopascichnidae             | valide     |                                                                                    | Russie      |
| Irridinitus          | Fedonkin                                           | 1983  |                                | incertain  | fossile en forme de disque sans caractères déterminants                            | Ukraine     |
| Ivesheadia           | Boynton et Ford                                    | 1995  |                                | non valide | taxon non valide, restes biologiques mal conservés, type des « Ivesheadiomorphes » | Royaume-Uni |
| Ivovicia             | Ivantsov                                           | 2007  | Cephalozoa                     | valide     |                                                                                    | Russie      |
| Jampolium            | Gureev                                             | 1988  |                                | incertain  | fossile en forme de disque sans caractères déterminants                            | Ukraine     |
| Kaisalia             | Fedonkin                                           | 1984  |                                | incertain  | fossile en forme de disque sans caractères déterminants                            | Russie      |
| Karakhtia            | Ivantsov                                           | 2004  | Vendiamorpha                   | valide     |                                                                                    | Russie      |
| Khatyspytia          | Fedonkin                                           | 1985  |                                | valide     |                                                                                    | Russie      |
| Kimberella           | Wade                                               | 1972  | Mollusca                       | valide     |                                                                                    | Australie   |
| Kimberichnus         | Ivantsov                                           | 2013  | trace fossile                  | valide     | grazing traces de broutage de Kimberella                                           | Russie      |
| Kuibisia             | Hahn et Pflug                                      | 1985  |                                | valide     |                                                                                    | Namibie     |
| Kuckaraukia          | Razumovskiy, Ivantsov, Novikov et Korochantsev     | 2015  |                                | valide     |                                                                                    | Russie      |
| Lamonte              | Meyer, Xiao, Gill, Schiffbauer, Chen, Zhou et Yuan | 2014  | trace fossile                  | valide     |                                                                                    | Chine       |
| Lomosovis            | Fedonkin                                           | 1983  |                                | valide     |                                                                                    | Ukraine     |
| Lorenzinites         | Glaessner et Wade                                  | 1966  |                                | incertain  | synonyme junior possible de Rugoconites                                            | Australie   |
| Lossinia             | Ivantsov                                           | 2007  | Proarticulata                  | valide     |                                                                                    | Russie      |
| Madigania            | Sprigg                                             | 1949  |                                | synonyme   | Madigania (Whitley, 1945), remplacé par Spriggia                                   | Australie   |
| Margaritiflabellum   | Ivantsov                                           | 2014  |                                | valide     |                                                                                    | Russie      |
| Marywadea            | Glaessner                                          | 1976  | Proarticulata                  | valide     |                                                                                    | Australie   |
| Mawsonites           | Glaessner et Wade                                  | 1966  |                                | valide     |                                                                                    | Australie   |
| Medusina             | Sprigg                                             | 1949  |                                | synonyme   | Medusina (Walcott, 1898), replacé par Medusinites                                  | Australia   |
| Medusinites          | Glaessner et Wade                                  | 1966  |                                | incertain  | fossile en forme de disque sans caractères déterminants                            | Australie   |
| Medvezichnus         | Fedonkin                                           | 1985  | trace fossile                  | incertain  | unique spécimen de nature douteuse                                                 | Russie      |
| Mezenia              | Sokolov                                            | 1976  |                                | valide     |                                                                                    | Russie      |
| Mialsemia            | Fedonkin                                           | 1985  |                                | synonyme   | synonyme junior de Bomakellia (ou Rangea)                                          | Russie      |
| Nadalina             | Narbonne et Hofmann                                | 1987  |                                | incertain  | fossile en forme de disque sans caractères déterminants                            | Canada      |
| Namacalathus         | Grotzinger, Watters, et Knoll                      | 2000  |                                | valide     |                                                                                    | Namibie     |
| Namalia              | Germs                                              | 1968  |                                | valide     |                                                                                    | Namibie     |
| Namamedusium         | Zessin                                             | 2008  |                                | synonyme   | synonyme junior de Beltanelliformis                                                | Namibie     |
| Namapoikia           | Wood, Grotzinger et Dickson                        | 2002  |                                | valide     |                                                                                    | Namibie     |
| Nasepia              | Germs                                              | 1973  |                                | valide     |                                                                                    | Namibie     |
| Nemiana              | Palij                                              | 1976  |                                | synonyme   | synonyme junior de Beltanelliformis                                                | Ukraine     |
| Nenoxites            | Fedonkin                                           | 1976  |                                | valide     |                                                                                    | Russie      |
| Nilpenia             | Droser et al.                                      | 2014  |                                | valide     |                                                                                    | Australie   |
| Nimbia               | Fedonkin                                           | 1980  |                                | valide     |                                                                                    | Russie      |
| Onega                | Fedonkin                                           | 1976  | Cephalozoa                     | valide     |                                                                                    | Russie      |
| Onegia               | Sokolov                                            | 1976  |                                | valide     |                                                                                    | Russie      |
| Orbisiana            | Sokolov                                            | 1976  | Palaeopascichnidae             | valide     |                                                                                    | Russie      |
| Orthogonium          | Gürich                                             | 1930  |                                | valide     |                                                                                    | Namibie     |
| Ovatoscutum          | Glaessner et Wade                                  | 1966  | Proarticulata                  | valide     |                                                                                    | Australie   |
| Palaeopascichnus     | Palij                                              | 1976  | Palaeopascichnidae             | valide     |                                                                                    | Ukraine     |
| Palaeophragmodictya  | Gehling et Rigby                                   | 1996  |                                | valide     |                                                                                    | Australie   |
| Palaeospinther       | Menasova                                           | 2006  |                                | valide     |                                                                                    | Ukraine     |
| Paleoplatoda         | Fedonkin                                           | 1979  |                                | valide     |                                                                                    | Russie      |
| Paliella             | Fedonkin                                           | 1980  |                                | incertain  | fossile en forme de disque sans caractères déterminants                            | Russie      |
| Pambikalbae          | Jenkins et Nedin                                   | 2007  |                                | valide     |                                                                                    | Australie   |
| Papillionata         | Sprigg                                             | 1947  | Proarticulata                  | synonyme   | synonyme junior de Dickinsonia                                                     | Australie   |
| Paracharnia          | Sun                                                | 1986  | Rangeomorpha                   | valide     |                                                                                    | Chine       |
| Paramedusium         | Gürich                                             | 1933  |                                | incertain  | fossile en forme de disque sans caractères déterminants                            | Namibie     |
| Paravendia           | Ivantsov                                           | 2004  | Vendiamorpha                   | valide     |                                                                                    | Russie      |
| Parvancorina         | Glaessner                                          | 1958  |                                | valide     |                                                                                    | Australie   |
| Parviscopa           | Hofmann, O'Brien et King                           | 2008  |                                | valide     |                                                                                    | Canada      |
| Pectinifrons         | Bamforth, Narbonne et Anderson                     | 2008  | Rangeomorpha                   | valide     |                                                                                    | Canada      |
| Persimedusites       | Hahn et Pflug                                      | 1980  |                                | valide     |                                                                                    | Iran        |
| Petalostoma          | Pflug                                              | 1973  |                                | non valide |                                                                                    | Namibie     |
| Phyllozoon           | Jenkins et Gehlig                                  | 1978  | Proarticulata                  | valide     | traces de broutage de Proarticulata                                                | Australie   |
| Planomedusites       | Sokolov                                            | 1972  |                                | incertain  | fossile en forme de disque sans caractères déterminants                            | Ukraine     |
| Platypholinia        | Fedonkin                                           | 1985  |                                | incertain  |                                                                                    | Russie      |
| Plexus               | Joel, Droser & Gehling                             | 2014  |                                | valide     |                                                                                    | Australie   |
| Podolimirus          | Fedonkin                                           | 1983  | Proarticulata                  | valide     |                                                                                    | Ukraine     |
| Podoliina            | Gureev                                             | 1988  |                                | synonyme   | junior synonyme junior de Nenoxites                                                | Ukraine     |
| Pollukia             | Gureev                                             | 1987  |                                | incertain  | fossile en forme de disque sans caractères déterminants                            | Ukraine     |
| Pomoria              | Fedonkin                                           | 1980  |                                | valide     |                                                                                    | Russie      |
| Praecambridium       | Glaessner et Wade                                  | 1966  | Proarticulata                  | valide     | considéré comme un juvénile de Spriggina                                           | Australie   |
| Primocandelabrum     | Hofmann, O'Brien et King                           | 2008  | Rangeomorpha                   | valide     |                                                                                    | Canada      |
| Propalaeolina        | Menasova                                           | 2006  |                                | incertain  |                                                                                    | Ukraine     |
| Protechiurus         | Glaessner                                          | 1979  |                                | valide     |                                                                                    | Namibie     |
| Protodipleurosoma    | Sprigg                                             | 1949  |                                | incertain  | fossile en forme de disque sans caractères déterminants                            | Australie   |
| Protoniobia          | Sprigg                                             | 1949  |                                | incertain  | fossile en forme de disque sans caractères déterminants                            | Australie   |
| Pseudohiemalorachnus | Gritsenko                                          | 2009  |                                | synonyme   | synonyme junior de Nenoxites                                                       | Ukraine     |
| Pseudorhizostomites  | Sprigg                                             | 1949  |                                | incertain  | structure biogénique problématique                                                 | Australie   |
| Pseudorhopilema      | Sprigg                                             | 1949  |                                | synonyme   | synonyme junior de Pseudorhizostomites                                             | Australie   |
| Pseudovendia         | Boynton et Ford                                    | 1979  |                                | non valide | taxon non valide, restes biologiques mal conservés                                 | Royaume-Uni |
| Pteridinium          | Gürich                                             | 1933  | Erniettamorpha                 | valide     |                                                                                    | Namibie     |
| Ramellina            | Fedonkin                                           | 1980  |                                | valide     |                                                                                    | Russie      |
| Rangea               | Gürich                                             | 1929  | Rangeomorpha                   | valide     |                                                                                    | Namibie     |
| Redkinia             | Sokolov                                            | 1977  |                                | valide     |                                                                                    | Russie      |
| Rugoconites          | Glaessner et Wade                                  | 1966  |                                | valide     |                                                                                    | Australie   |
| Saarina              | Sokolov                                            | 1965  |                                | valide     |                                                                                    | Russie      |
| Seirisphaera         | Chen, Xiao et Yuan                                 | 1996  | Palaeopascichnidae             | incertain  |                                                                                    | Chine       |
| Sekwia               | Hofmann                                            | 1981  |                                | incertain  | fossile en forme de disque sans caractères déterminants                            | Canada      |
| Sekwitubulus         | Calla A. Carbone et al.                            | 2015  |                                | valide     |                                                                                    | Canada      |
| Serebrina            | Istchenko                                          | 1983  |                                | valide     |                                                                                    | Ukraine     |
| Shaanxilithes        | Xing, Yue et Zhang                                 | 1984  |                                | synonyme   | synonyme junior de Nenoxites                                                       | Chine       |
| Shepshedia           | Boynton et Ford                                    | 1995  |                                | non valide | taxon non valide, restes biologiques mal conservés                                 | Royaume-Uni |
| Sinotubulites        | Chen, Chen et Qian                                 | 1981  |                                | valide     |                                                                                    | Chine       |
| Skinnera             | Wade                                               | 1969  | Trilobozoa                     | valide     |                                                                                    | Australie   |
| Skolithos declinatus | Fedonkin                                           | 1985  | trace fossile                  | valide     |                                                                                    | Russie      |
| Solza                | Ivantsov                                           | 2004  |                                | valide     |                                                                                    | Russie      |
| Somatohelix          | Sappenfield, Droser et Gehling                     | 2011  |                                | valide     |                                                                                    | Australie   |
| Spriggia             | Southcott                                          | 1958  |                                | incertain  | fossile en forme de disque sans caractères déterminants                            | Australie   |
| Spriggina            | Glaessner                                          | 1958  | Cephalozoa                     | valide     |                                                                                    | Australie   |
| Staurinidia          | Fedonkin                                           | 1985  |                                | valide     |                                                                                    | Russie      |
| Streptichnus         | Jensen et Runnegar                                 | 2005  | Vendotaenidae ou trace fossile | valide     |                                                                                    | Namibie     |
| Studenecia           | Gureev                                             | 1988  |                                | valide     |                                                                                    | Ukraine     |
| Suzmites             | Fedonkin                                           | 1981  |                                | synonyme   | synonyme junior de Onegia                                                          | Russie      |
| Swartpuntia          | Narbonne, Saylor et Grotzinger                     | 1997  |                                | valide     |                                                                                    | Namibie     |
| Tamga                | Ivantsov                                           | 2007  | Proarticulata                  | valide     |                                                                                    | Russie      |
| Tateana              | Sprigg                                             | 1949  |                                | incertain  | fossile en forme de disque sans caractères déterminants                            | Australie   |
| Temnoxa              | Ivantsov                                           | 2004  |                                | valide     |                                                                                    | Russie      |
| Thectardis           | Clapham, Narbonne, Gehling, Greentree et Anderson  | 2004  | Éponge (?)                     | valide     |                                                                                    | Canada      |
| Tirasiana            | Palij                                              | 1976  |                                | incertain  | fossile en forme de disque sans caractères déterminants                            | Ukraine     |
| Trepassia            | Narbonne, Laflamme, Greentree et Trusler           | 2009  | Rangeomorpha                   | valide     |                                                                                    | Canada      |
| Tribrachidium        | Glaessner                                          | 1959  | Trilobozoa                     | valide     |                                                                                    | Australie   |
| Triforillonia        | Gehling, Narbonne et Anderson                      | 2000  |                                | valide     |                                                                                    | Canada      |
| Vaizitsinia          | Sokolov et Fedonkin                                | 1981  |                                | synonyme   | synonyme junior de Rangea                                                          | Russie      |
| Valdainia            | Fedonkin                                           | 1983  | Proarticulata                  | valide     |                                                                                    | Ukraine     |
| Vaveliksia           | Fedonkin                                           | 1983  | Éponge (?)                     | valide     |                                                                                    | Ukraine     |
| Velancorina          | Pflug                                              | 1966  |                                | incertain  |                                                                                    | Namibie     |
| Vendella             | Gureev                                             | 1987  |                                | incertain  | fossile en forme de disque sans caractères déterminants                            | Ukraine     |
| Vendia               | Keller                                             | 1969  | Vendiamorpha                   | valide     |                                                                                    | Russie      |
| Vendichnus           | Fedonkin                                           | 1979  |                                | incertain  | pseudo-fossile ?                                                                   | Russie      |
| Vendoconularia       | Ivantsov et Fedonkin                               | 2002  | Conulata                       | valide     |                                                                                    | Russie      |
| Vendoglossa          | Seilacher                                          | 2007  |                                | valide     |                                                                                    | Namibie     |
| Vendomia             | Keller                                             | 1976  | Proarticulata                  | synonyme   | synonyme junior de Dickinsonia                                                     | Russie      |
| Vendotaenia          | Gnilovskaya                                        | 1971  | Vendotaenidae                  | valide     |                                                                                    | Russie      |
| Ventogyrus           | Ivantsov et Grazhdankin                            | 1997  |                                | valide     |                                                                                    | Russie      |
| Veprina              | Fedonkin                                           | 1980  |                                | valide     |                                                                                    | Russie      |
| Vernanimalcula       | Chen J. Y                                          | 2004  |                                | valide     |                                                                                    | Chine       |
| Vimenites            | Fedonkin                                           | 1980  |                                | valide     |                                                                                    | Russie      |
| Vinlandia            | Brasier, Antcliffe et Liu                          | 2012  | Rangeomorpha                   | valide     |                                                                                    | Canada      |
| Vladimissa           | Fedonkin                                           | 1985  |                                | incertain  |                                                                                    | Russie      |
| Wigwamiella          | Runnegar                                           | 1991  |                                | incertain  | fossile en forme de disque sans caractères déterminants                            | Australie   |
| Windermeria          | Narbonne                                           | 1994  | Dipleurozoa                    | valide     |                                                                                    | Canada      |
| Wutubus              | Chen, Zhou, Xiao, Wang, Guan, Hong et Yuan         | 2014  |                                | valide     |                                                                                    | Chine       |
| Yangtziramulus       | Shen, Xiao, Zhou et Yuan                           | 2009  |                                | valide     |                                                                                    | Chine       |
| Yarnemia             | Nessov                                             | 1984  | tunicier (?)                   | valide     |                                                                                    | Russie      |
| Yelovichnus          | Fedonkin                                           | 1985  | Palaeopascichnidae             | synonyme   | synonyme junior de Palaeopascichnus                                                | Russie      |
| Yorgia               | Ivantsov                                           | 1999  | Cephalozoa                     | valide     |                                                                                    | Russie      |
| Zolotytsia           | Fedonkin                                           | 1981  |                                | valide     |                                                                                    | Russie      |

## Source
- (en) Cet article est partiellement ou en totalité issu de l’article de Wikipédia en anglais intitulé « List of Ediacaran genera » (voir la liste des auteurs).